# Ibnat Muhammad B. Fierro
Ibnat Muhammad B. Fierro fue una poetisa árabe-andalusí del siglo XII.

## Biografía
Aunque nació en Toledo vivía en Marrakech.
Era una mujer virtuosa, inteligente y noble, llevaba una vida recatada, la cual se aplicaba a la lectura del Corán.
Solo menciona a esta poetisa Ibn`Abd Al-Malik, que recoge una breve noticia biográfica sobre ella y su hermana Sa`Ida.

## Obra
Los únicos versos que se conservan son de Sa`Ida, que se los escribe a su hermana, y hablan acerca de un pariente suyo que había dado muestras de avaricia.